# Schron w Kuli
Schron w Kuli – schron w skale Kula w Dolinie Kobylańskiej na Wyżynie Olkuskiej (część Wyżyny Krakowsko-Częstochowskiej). Skała ta znajduje się w orograficznie prawych zboczach doliny, przy jej wylocie. Pod względem administracyjnym należy do wsi Kobylany, w gminie Zabierzów, w powiecie krakowskim, w województwie małopolskim.
Otwór schronu znajduje się we wschodniej ścianie kuli za dużym odpękniętym głazem. Można się do niego dostać wspinaczką po lewej stronie głazu. Za otworem stromo w górę biegnie szczelina, która za przełamaniem zamienia się w ciasną rurę o długości 2 m. Rura ta kończy się ciasną studzienką.
Schron powstał w wyniku procesów krasowych w wapieniach skalistych pochodzących z jury późnej. Jest suchy i w całości oświetlony rozproszonym światłem słonecznym. Na jego ścianach znajdują się zwietrzałe nacieki. Spąg jest skalny.
Początkowa część schronu prawdopodobnie znana była od dawna. W literaturze po raz pierwszy wzmiankowali go K. Baran i T. Opozda w przewodniku wspinaczkowym. Dokumentację schronu opracowali J. Nowak i R. Suski w grudniu 2003 roku, plan sporządził J. Nowak.
W Kuli znajdują się trzy obiekty jaskiniowe: Korytarz w Kuli, Schron w Kuli i Szczelina pod Kulą.

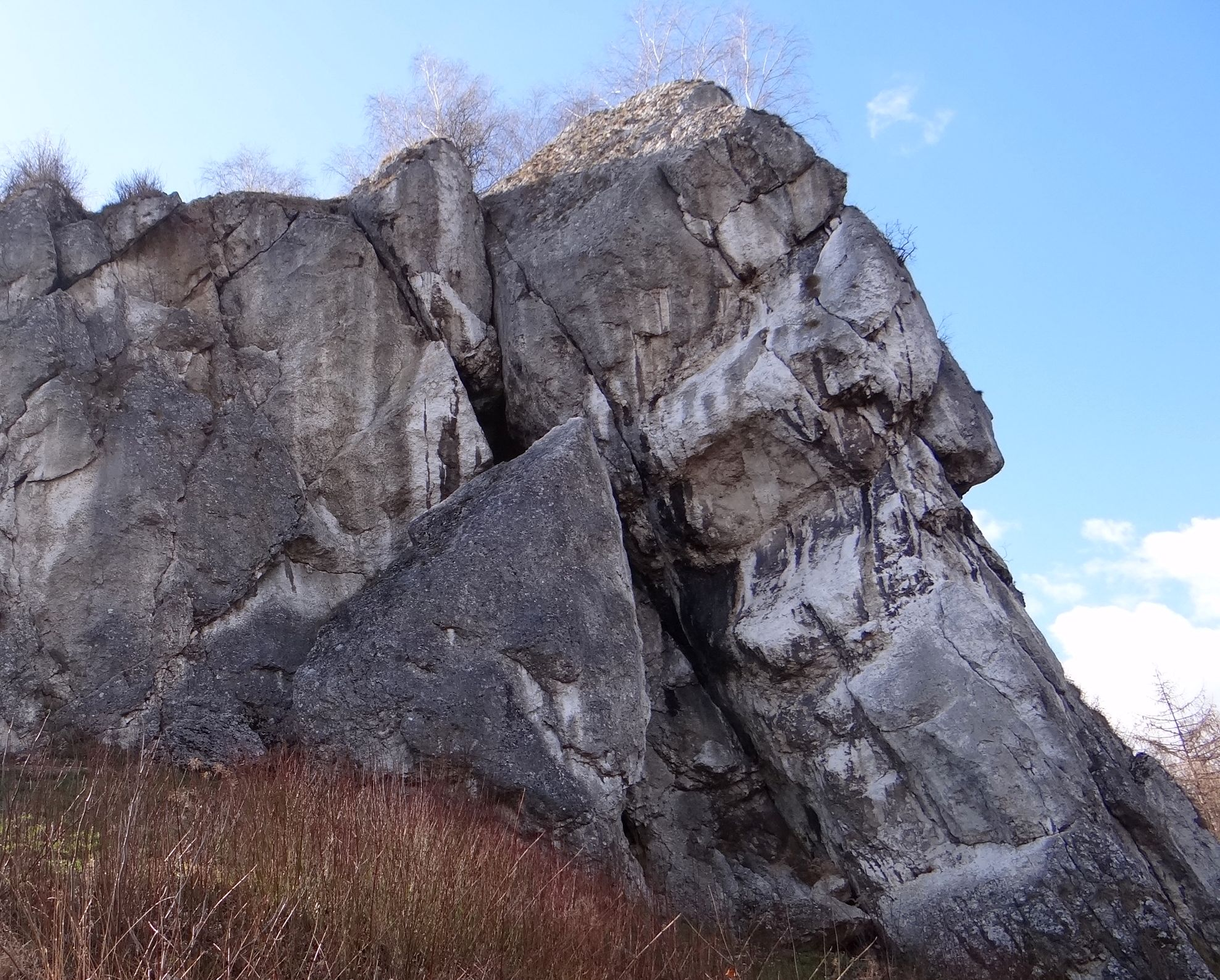
Ściana wschodnia z wielkim głazem i otworem schronu